# Gallicolombe de Negros
Gallicolumba keayi
Espèce
Statut de conservation UICN

 CR C2a(i) : 
En danger critique
La Gallicolombe de Negros (Gallicolumba keayi) est une espèce d'oiseaux appartenant à la famille des colombidés.
Son épithète spécifique keayi rend hommage à W. A. Keay, planteur de canne à sucre sur l'île de Negros, aux Philippines, d'où également son nom en français.

## Répartition
Cet oiseau est endémique des forêts pluviales de Negros et Panay (Philippines).

## Habitat
Elle est menacée par la perte de son habitat.